# 田代敏朗 (画家)
田代敏朗（たしろとしあき、1980年3月1日-）は、日本の画家。佐賀県出身。

## 経歴
1980年佐賀県三養基郡みやき町出身。佐賀県立佐賀北高等学校芸術コースを卒業。私立大阪芸術大学芸術学部映像学科中退。
高校在学中の1996年佐賀県展洋画の部にて出品した作品「NEVER CHANGE」が県知事賞、山口亮一賞を受賞。
卒業後、映画製作を学ぶため、私立大阪芸術大学芸術学部映像学科へ進学するも中退している。中退後は舞台芸術を学ぶために東京へ上京しているが、数年後に故郷である九州に戻り福岡での生活を始める。当時描きためていた絵を、地方紙である「No!」の編集部に持ち込み、連載ページを掲載される。
2003年、六本木ヒルズ森アーツセンター「Artist by Artist」に選出される。
2011年から「5000円プロジェクト」を開始。
2014年、株式会社ひよ子本舗100周年記念として誕生したブランド「DOUX' DAMOUR」のパッケージのデザインの元となるアーティストに起用される。その際に制作した作品の巡回展「eternity」が福岡、京都、東京で開催される。
2015年、言葉とゲシュタルト崩壊をテーマにした「New Language, New Communication」を発表。2016年には巡回展を開催し、初の作品集「New Language, New Communication（Wooly Arts）」を出版した。
2020年、クラウドファンディングにて、絵画を学び始めた15歳から40歳までの25年間をまとめる作品集を制作するにあたり資金を調達。
2021年、1月1日、2冊目のとなる作品集「Toshiaki Tashiro Art Works 1995-2020 / FLASH AND THE PAIN 痛みと光」を刊行。東京銀座蔦屋書店、京都岡崎蔦屋書店、福岡六本松蔦屋書店にて発売される。

## 主な展示
・2003年「Artist by Artist 」 - 六本木ヒルズ
・2014−2015年「eternity」- ふくおかひよ子ギャラリー、京都trace、日本橋NICA TOYO (GARO ROMANCE）ひよ子生誕100周年記念ブランド「DOUX' DAMOUR」原画制作による記念巡回展。
・2015年「HERALD」
Brooklyn Parlor HAKATA、東京BLUE BOOKS CAFEでの同時開催展。
・2016年「New Language, New Communication」
東京AL、大阪digme out ART & DINER、福岡TAG STÅの三都市のギャラリーで巡回展。

## 著作
「New Language, New Communication」（WOOLY ARTS）2016